# Praia de Porto de Mós
Vista geral da praia, em 2007.
A Praia de Porto de Mós está situada no município de Lagos, na região do Algarve, em Portugal.

## Descrição
A praia localiza-se a cerca de dois quilómetros de distância da cidade de Lagos, tendo acesso por estrada. Situa-se na foz de um vale, com um amplo areal ladeado por altas falésias. As arribas em si têm interesse do ponto de vista geológico, sendo compostas principalmente por margas, calcários com uma grande proporção de argila, bastante laminadas. Durante as épocas mais húmidas do ano forma-se uma grande camada de argila, que segundo a tradição local tem várias aplicações medicinais. Numa das arribas do lado poente situa-se o miradouro da Atalaia, de onde se pode avistar a Praia da Luz e a faixa costeira até Sagres. No lado nascente as arribas são de tons principalmente ocres, começando a surgir as primeiras formações rochosas que enquadram a Ponta da Piedade, enquanto que a poente as arribas apresentam principalmente tons cinzentos-claros.
Em termos de flora, nas falésias podem-se encontrar várias plantas que se adaptaram à salsugem, como a salgadeira, a barrilha e a valverde-dos-sapais. Nos locais onde se verifica a escorrência de água também crescem caniços.
A praia conta com alguns estabelecimentos comerciais, como restaurantes, e várias estruturas de apoio aos banhistas, possuindo acesso para pessoas com mobilidade reduzida. Tem serviço de vigilância durante o período balnear.
Nas imediações da praia situava-se um pequeno forte de defesa costeira, a Bateria de Porto de Mós, que foi construída no século XVIII.
Em 16 de Agosto de 2017, banhistas encontraram uma granada de mão na praia de Porto de Mós, que foi desactivada por especialistas da Marinha Portuguesa, com recurso a um rebentamento controlado. Em 27 de Agosto, o grupo parlamentar do Partido Social Democrata questionou o governo sobre se o engenho explosivo encontrado em Porto de Mós era parte do conjunto de armas que tinham sido furtadas há alguns dias atrás do Paiol de Tancos.
Em Novembro de 2020, verificou-se a queda parcial de uma arriba no lado nascente da praia, pelo que no mês seguinte aquela zona foi alvo de trabalhos de estabilização por parte da Agência Portuguesa do Ambiente, que incluíram o desmoronamento controlado de parte da arriba. Em 3 de Junho de 2021, o Ministro do Ambiente, João Pedro Matos Fernandes, iniciou oficialmente a época balnear com uma cerimónia na Praia de Porto de Mós.